# Горя бояться — счастья не видать
«Горя бояться — счастья не видать» — советский двухсерийный телевизионный фильм-сказка режиссёра Виктора Турова, снятый в 1973 году по мотивам одноимённой пьесы-сказки С. Маршака.

## Сюжет
Горе-Злосчастье в человеческом облике бродит по свету, поочерёдно сопровождая невезучих людей. Они и рады бы отвязаться, да просто так прогнать Горе нельзя. Избавиться от него можно лишь обманом, отдав в придачу к любой проданной вещи. Само Горе-Злосчастье, обретя нового хозяина, тут же охотно рассказывает об этом способе. Заметив, что дела пошли вразлад, каждый обладатель Злосчастья спешит избавиться от него.
В скором времени Горе от купца Поцелуева доходит до Царя Дормидонта. Казна пустеет, соседние королевства объявляют войну, слуги, войско и даже царская дочь покидают дворец. Недолго думая, Царь решает передать Горе солдату Ивану — единственному, кто остался на службе. Ивану предлагают купить перстень, шпагу, даже корону, но добросовестный солдат от всего отказывается. Наконец, Царь находит предмет, который может заинтересовать Ивана — это табакерка.
Солдат уходит на войну, и в дороге обнаруживает рядом с собой Горе. Однако Иван не кручинится, да и некогда — в поход идёт. Горе понимает, что тут ему поживиться нечем, и учит Ивана, как от него, Горя, избавиться. Но тот не хочет действовать обманом, а решает отделаться от царского «подарка» честно. Солдат спорит с Горем, что оно не сможет залезть в табакерку и обманув Горе, закрывает крышку. Завершив поход Иван возвращается к своей невесте Насте. Девушка признается, что дядя-мельник насильно выдает её замуж за купца Поцелуева. Во время сватовства Поцелуева, Иван напоминает о себе, что он не бедный солдат, у него есть драгоценная царская табакерка. Дядя Насти и Поцелуев не верят в рассказ о том, что табакерка досталась за пятак и доставляют солдата во дворец для суда. Солдат соглашается вернуть табакерку царю назад: «И Горе-Злосчастье впридачу».

## В ролях
- Константин Адашевский — царь Дормидонт / Скоморох
- Наталья Воробьёва —  царевна Анфиса
- Гелий Сысоев — солдат Иван Тарабанов / Скоморох
- Евгений Перов — мельник Антон Андроныч, дядя Насти
- Евгения Сабельникова — Настя
- Бронюс Бабкаускас — Генерал / хозяин балагана
- Альгимантас Масюлис — начальник стражи / Главный скоморох
- Вадим Александров — Горе-Злосчастье / Петрушка
- Станислав Соколов — заморский королевич
- Валентин Букин — купец первой гильдии Силуян Капитонович Поцелуев / Скоморох
- Юльен Балмусов — казначей
- Казимирас Виткус — хозяин трактира
- Евгений Крючков — слуга царя
- А. Каплин — скоморох
- Н. Новичихин — скоморох

В эпизодах
- Леонтина Дёмина
- Мария Капнист
- Павел Первушин
- Ростислав Шмырёв
- Виктор Терехов
- Станислав Фесюнов
- Повилас Саударгас
- Олег Янченко
- Н. Красовский
- Валентин Рыжий

## Съемочная группа
- Режиссёр — Виктор Туров
- Сценарий — Виктор Туров
- Операторы — Виктор Политов, Сергей Стасенко
- Композитор — Олег Янченко
- Звукооператор — Гернард Басько
- Художник — Владимир Дементьев
- Директор фильма — А. Жук

## О фильме
- Премьера фильма состоялась 30 декабря 1974 года.
- В фильме принимал участие вокально-инструментальный ансамбль «Песняры» под управлением В. Мулявина. Звучат песни на стихи Роберта Бёрнса в переводе Маршака.
- В оригинальной пьесе, как и в русских народных сказках, Горе — женщина. В фильме же Горе играет мужчина.